# Pteromyscus pulverulentus
Pteromyscus pulverulentus — вид гризунів родини Sciuridae. Він монотипний у межах роду Pteromyscus. Він зустрічається в деяких районах Брунею, Індонезії, півострова Малайзія та південного Таїланду, але його ареал може бути більшим. Природне місце проживання — субтропічні або тропічні сухі ліси. Зареєстрований на висотах від 0 до 3000 метрів.

## Морфологічні особливості
Довжина голови й тулуба досягає від 20 до 29 сантиметрів, довжина хвоста — від 17,7 до 24 сантиметрів. Тварини важать приблизно від 134 до 315 грамів. Хутро забарвлене в димчасто-сірий або коричневий або чорний колір з білими вкрапленнями зверху, нижня сторона білувата, а горло жовтувате. Колір хвоста відповідає спинному хутру. Низ ковзних перетинок, а також обличчя забарвлені від світло-сірого до сіро-коричневого, а край ковзних перетинок жовтувато-білий.

## Спосіб життя
Інформації про спосіб життя тварин дуже мало. Як і інші Pteromyini вид активний уночі й живе на деревах. Будує гнізда в дуплах дерев або на гілках високих дерев у непорушеному первинному лісі. Тварини харчуються комахами, а також ягодами та насінням.
Розмноження, ймовірно, відбувається протягом року з піком між квітнем і червнем, хоча поки що було спіймано небагато вагітних самиць. Самиці мають від одного до двох дитинчат на виводок.